# Josh Alexander
Joshua Lemay (ur. 29 maja 1987 w Bolton) – kanadyjski wrestler, występujący pod pseudonimem ringowym Josh Alexander. W 2019 został zawodnikiem Impact Wrestling. Zdobył tam dwukrotnie tytuł Impact World Championship, jednokrotnie Impact X Division Championship oraz dwukrotnie Impact World Tag Team Championship (wspólnie z Ethanem Page’em jako The North).
Alexander rozpoczął karierę zawodniczą w 2005. Występuje w licznych federacjach amerykańskiej i kanadyjskiej sceny niezależnej. Sięgnął tam po wiele tytułów indywidualnych i tag teamowych.

## Mistrzostwa i osiągnięcia
- AAW Wrestling
  - AAW Heavyweight Championship (2x)[6]
  - Jim Lynam Memorial Tournament (2019)[8]
- Absolute Intense Wrestling
  - AIW Absolute Championship (1x)[6]
- Alpha-1 Wrestling
  - A1 Alpha Male Championship (4x)[6]
  - A1 Zero Gravity Championship (1x)[6]
  - A1 Tag Team Championship (2x) - z Ethanem Page’em (1) oraz Tysonem Duxem i Gavinem Quinnem (1)[6]
- Capital City Championship Combat
  - C4 Championship (1x)[6]
  - C4 Tag Team Championship (1x) – z Rahimem Alim[6]
- Cross Body Pro Wrestling Academy
  - CBPW Championship (2x)[6]
- Deathproof Fight Club
  - DFC Championship (1x)[6]
- Destiny World Wrestling
  - DWW Championship (1x)[6]
- Fringe Pro Wrestling
  - FPW Tag Team Championship (1x) – z Ethanem Pagem[6]
- Josh Alexander (po lewej) i Ethan Page (po prawej) świętują zdobycie Impact World Tag Team ChampionshipGreat Canadian Wrestling

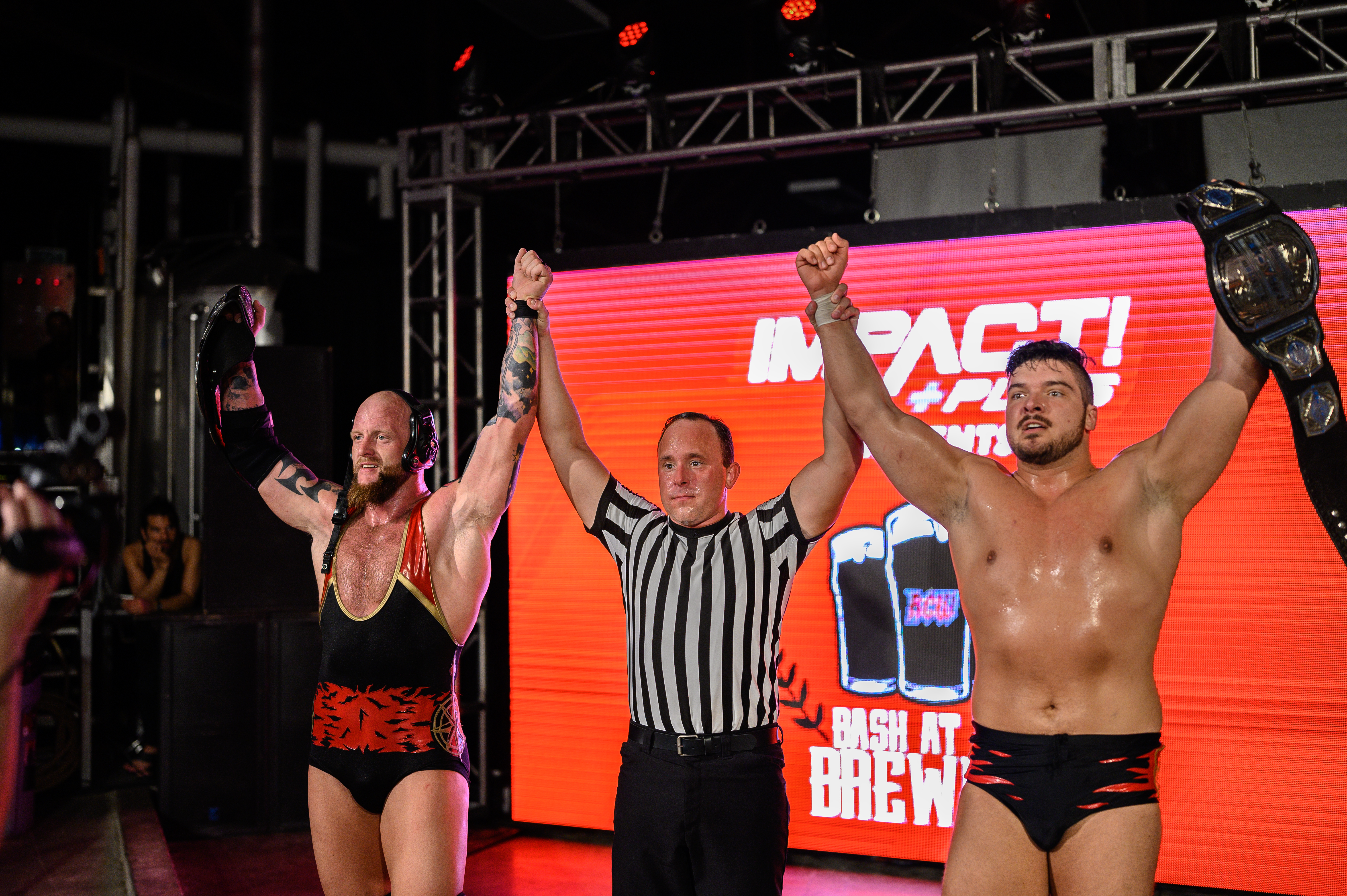
Josh Alexander (po lewej) i Ethan Page (po prawej) świętują zdobycie Impact World Tag Team Championship

  - GCW Tag Team Championship (1x) – z Tylerem Tirvą[6]
- Impact Wrestling
  - Impact World Championship (2x)
  - Impact X Division Championship (1x)[6]
  - Impact World Tag Team Championship (2x) – z Ethanem Pagem[6]
  - IMPACT Year End Awards
    - Tag Team of the Year (2019, 2020) – z Ethane Pagem[9][10]
    - Male Wrestler of the Year (2021)[11]
    - Men’s Match of the Year (2021) – z TJP w 60-minutowym Iron Man matchu (3 czerwca)[11]
- Insane Wrestling League
  - IWL Tag Team Championship (1x) – z Ethanem Pagem
- International Wrestling Cartel
  - IWC Super Indy Championship (2x)[6]
  - IWC Tag Team Championship (1x) – z Ethanem Pagem[6]
- New School Wrestling
  - NSW Heavyweight Championship (2x)[6]
  - NSW Cruiserweight Championship (1x)[6]
  - NSW Tag Team Championship (1x) – ze Steve’em Brownem[6]
- No Limits Wrestling
  - NLW Strong Style Championship (1x)[6]
- Pro Wrestling Guerrilla
  - PWG World Tag Team Championship (1x) – z Ethanem Pagem[6]
- Pro Wrestling Illustrated
  - PWI umieściło go na 195. miejscu rankingu wrestlerów PWI Top 500 w 2020[12]
  - PWI umieściło go na 4. miejscu rankingu tag teamów PWI Top 50 z Ethanem Pagem w 2020[13]
- Pure Wrestling Association
  - PWA Elite Championship (1x)[6]
  - PWA Pure Violence Championship (1x)[6]
- Squared Circle Wrestling
  - SCW Premier Championship (2x)[6]
- The Wrestling Revolver
  - PWR Tag Team Championship (1x) - z Ethanem Pagem[6]
- Union Of Independent Professional Wrestlers
  - UNION Heavyweight Championship (1x)[6]